# Castelnuovo Nigra
Castelnuovo Nigra (Castelneuv Nigra in piemontese) è un comune italiano sparso di 410 abitanti della città metropolitana di Torino in Piemonte il cui capoluogo è Sale Castelnuovo.

## Geografia fisica
Il paese è adagiato a 828 m.s.l.m. sulle ultime propaggini prealpine verso i monti Verzel e Giavino, nella valle chiamata un tempo di Castelnuovo ed ora Valle Sacra.
Grazie alla sua posizione sui poggi che circondano la pianura canavesana, e ai favorevoli elementi climatici, la località è un piacevole sito di soggiorno estivo, in particolare per bambini e persone anziane e anche un ideale appoggio per l'escursionismo.
Il comune di Castelnuovo Nigra è formato dall'unione di due villaggi: Villa Castelnuovo ed il più grande, Sale Castelnuovo, dove ha sede il municipio e da cui deriva il nome degli abitanti (salesi).

## Origini del nome
Castelnuovo Nigra prende il suo nome da Costantino Nigra (1828-1907), celebre poeta e eroe risorgimentale nato qui.

## Storia

### Simboli
Lo stemma e il gonfalone sono stati concessi con DPR del 17 dicembre 1953.
Il gonfalone è un drappo partito di azzurro e di rosso.

## Monumenti e luoghi d'interesse
- Chiesa parrocchiale di San Sebastiano
- Bosco Parco del Bric Filia, con un percorso didattico naturalistico ed area attrezzata per pic-nic

### Castello di Villa Castelnuovo

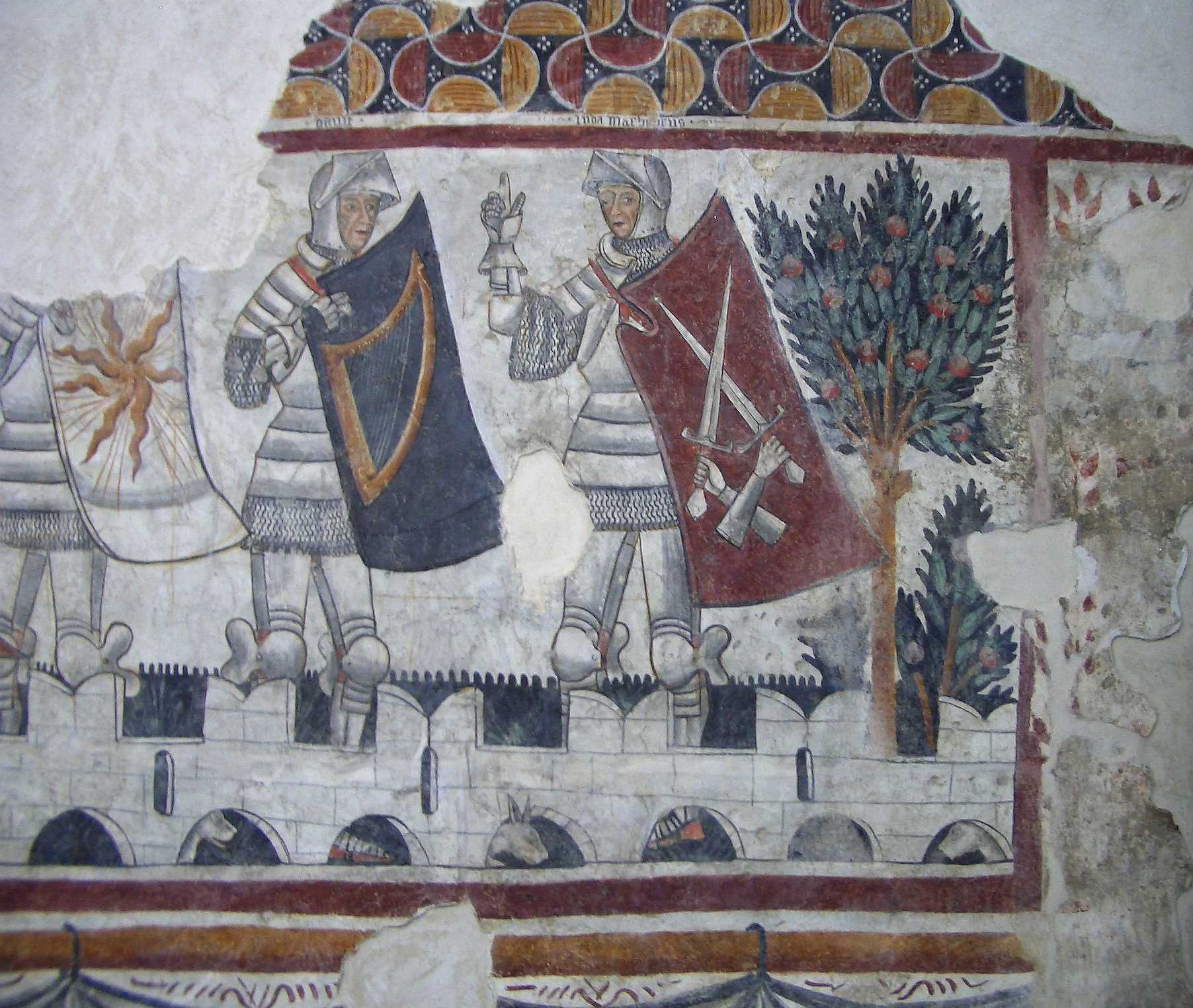
Ciclo dei Prodi

Nell'anno 1120 Guglielmo I di San Martino acquisì il titolo di conte di San Martino e Castelnuovo. Gli succedette il figlio Guala che nel 1202 acquistò il diritto di decima su Castelnuovo. Pertanto, dai pochi elementi conosciuti, si può affermare che il castello può essere datato intorno a questo periodo. L'edificio fu costruito nella zona in cui erano già preesistenti i resti di un'antichissima fortificazione o torre di segnalazione, di cui si individuano ancora tracce sulle fondamenta, e per questo alla nuova costruzione venne assegnato il nome bene augurante di Castelnuovo.
Il castello fu coinvolto nella rivolta del Tuchinaggio tra il 1386 e il 1391, ma non si hanno dati precisi.
Nella metà del 1500, durante le lunghe guerre franco-spagnole di Francesco I e di Carlo V, il castello affrancato agli spagnoli, venne posto sotto assedio dalle truppe francesi che lo occuparono, ma dopo soli 15 giorni venne nuovamente riconquistato dagli spagnoli, che riuscirono a conservarlo in loro possesso. Queste azioni di guerra danneggiarono gravemente la struttura dell'edificio principale, tanto da costringere il proprietario conte Pompeo I, nell'anno 1611, ad acquistare un palazzo nella vicina Castellamonte e ivi trasferirsi con la famiglia poiché il castello di Castelnuovo risultava ormai poco confortevole. A questo punto si perdono le tracce del castello nella storia ed esso rimase affidato ai mezzadri e al contado del Signore che continuavano ad abitarlo e coltivare le terre intorno. È certo che ancora agli albori del XX secolo una parte di esso era ancora abitabile sebbene in condizioni di estremo disagio.
Nel 1980 venne casualmente scoperto, per la caduta dell'intonacatura sovrapposta nei secoli successivi, il cosiddetto Ciclo dei Prodi di Villa Castelnuovo, un affresco databile verso il secondo quarto del XV secolo, che era nei ruderi di quella che doveva essere la sala di rappresentanza del castello. A causa della condizioni di degrado dell'edificio, per salvaguardare l'opera, nel 2004-2005, i dipinti che compongono il ciclo furono staccati, trasportati su pannello, restaurati ed esposti presso il Museo archeologico del Canavese di Cuorgnè.
Oggi il castello è abbandonato e ridotto a un rudere.

## Società

### Evoluzione demografica
Negli ultimi cento anni, a partire dal 1921, la popolazione residente è diminuita dell'80 %.
Abitanti censiti

## Cultura

### Musei

#### Museo all'aperto dei Presepi (MAP)

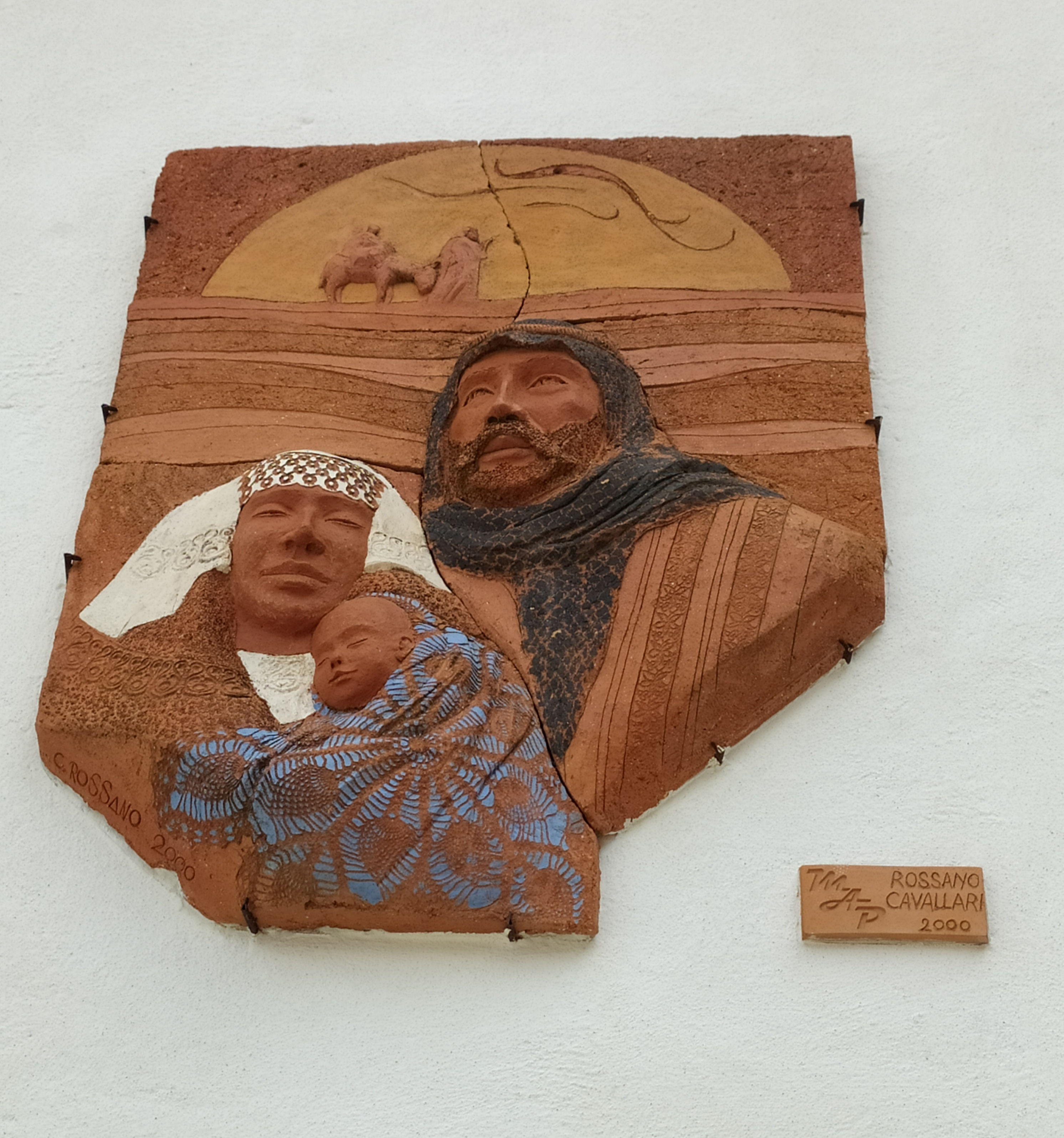
Ceramica della Natività

Si tratta di una iniziativa singolare che è stata promossa dal Comune e dalla Comunità Montana, in collaborazione con l'Associazione Artisti della Ceramica di Castellamonte.
L'idea iniziale è stata quella di arricchire i muri delle abitazioni private e della chiesa del paese con una serie di opere in ceramica ispirate al tema "Paese da presepe".

Il primo presepe è stato installato per il Natale del 1998 ed ora più di una trentina di opere si trovano nella via pedonale del paese.

Una antica tradizione riporta il fatto che la valle era luogo di antiche rappresentazioni popolari e religiose, specialmente durante le festività natalizie.

## Amministrazione
Di seguito è presentata una tabella relativa alle amministrazioni che si sono succedute in questo comune.
| Periodo           | Periodo           | Primo cittadino             | Partito                          | Carica      | Note  |
| ----------------- | ----------------- | --------------------------- | -------------------------------- | ----------- | ----- |
| 24 giugno 1985    | 23 giugno 1990    | Giacomo Caretto Buffo       | lista civica                     | Sindaco     | [ 8 ] |
| 23 giugno 1990    | 24 aprile 1995    | Giacomo Caretto Buffo       | lista civica                     | Sindaco     | [ 8 ] |
| 24 aprile 1995    | 14 giugno 1999    | Renato Bertoglio            | -                                | Sindaco     | [ 8 ] |
| 14 giugno 1999    | 7 febbraio 2000   | Dario Ciochetto             | lista civica                     | Sindaco     | [ 8 ] |
| 7 febbraio 2000   | 17 aprile 2000    | Marita Bevilacqua           |                                  | Comm. pref. | [ 8 ] |
| 17 aprile 2000    | 5 aprile 2005     | Matteo Sergio Bracco        | lista civica                     | Sindaco     | [ 8 ] |
| 5 aprile 2005     | 30 marzo 2010     | Matteo Sergio Bracco        | lista civica Insieme             | Sindaco     | [ 8 ] |
| 30 marzo 2010     | 1º giugno 2015    | Danilo Giovanni Chiuminatti | lista civica                     | Sindaco     | [ 8 ] |
| 1º giugno 2015    | 21 settembre 2020 | Danilo Giovanni Chiuminatti | lista civica Insieme             | Sindaco     | [ 8 ] |
| 21 settembre 2020 | in carica         | Enrica Domenica Caretto     | lista civica Per il nostro paese | Sindaco     | [ 8 ] |

### Altre informazioni amministrative
Il comune faceva parte della Comunità montana Val Chiusella, Valle Sacra e Dora Baltea Canavesana.